# Hubert Jervoise Huddleston
Sir Hubert Jervoise „Pasha“ Huddleston, GCMG, GBE, CB, DSO, MC (* 20. Januar 1880 in Thurston, Suffolk, England; † 2. Oktober 1950 in London) war ein britischer Offizier und Kolonialbeamter, der unter anderem zuletzt Major-General der British Army sowie zwischen 1940 und 1947 Generalgouverneur des Anglo-Ägyptischen Sudan war.

## Leben

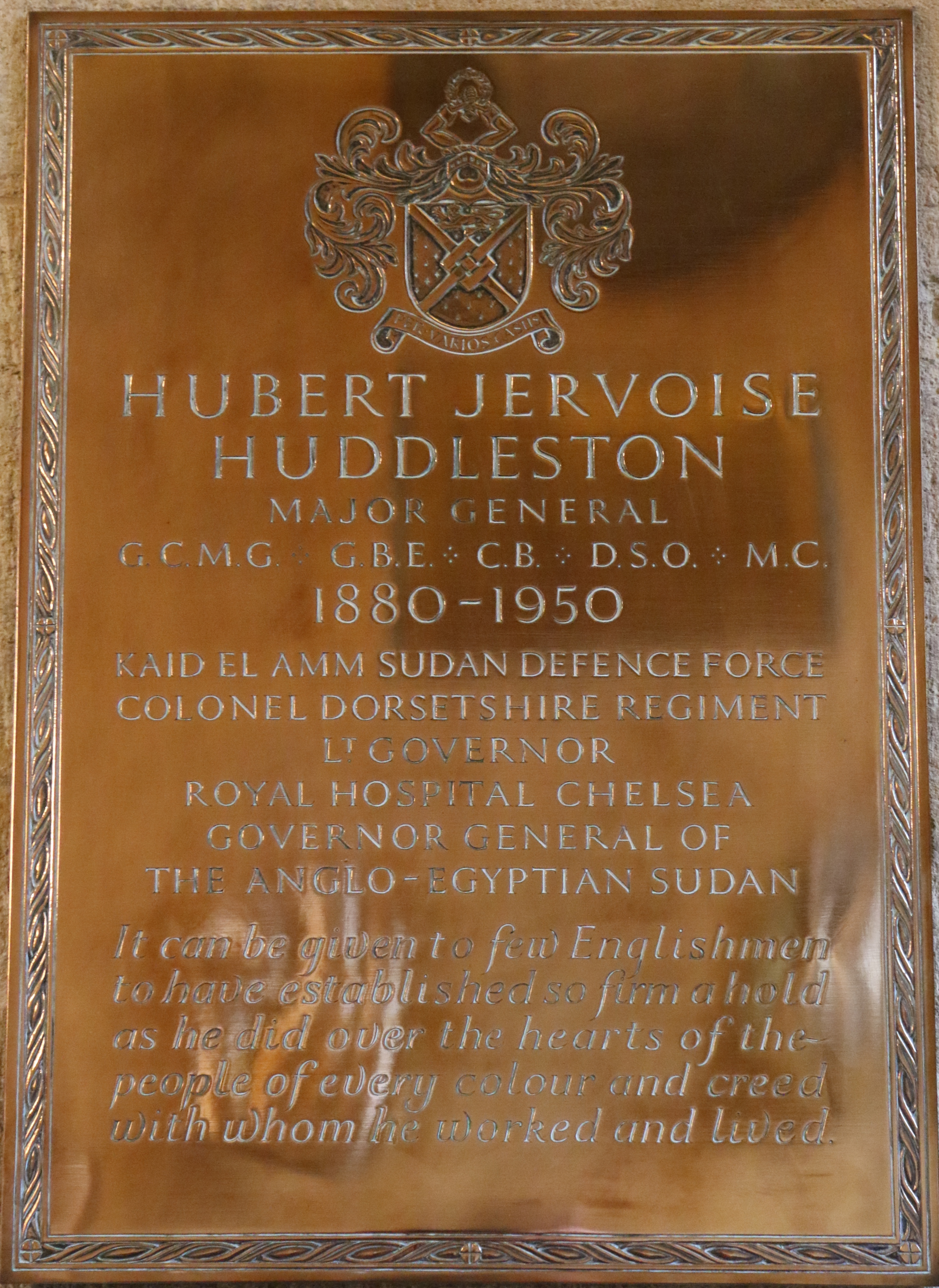
Gedenktafel für Generalmajor Hubert Jervoise Huddleston in der Sherborne Abbey.

Hubert Jervoise „Pasha“ Huddleston, Sohn von T. J. Huddleston, begann nach dem Besuch der 1564 gegründeten Felsted School sowie der 1552 gegründeten Bedford School eine Offiziersausbildung und wurde nach deren Abschluss 1898 als Second Lieutenant in das Gardegrenadierregiment Coldstream Guards übernommen. In der Folgezeit fand er zahlreiche Verwendungen als Offizier und Stabsoffizier und nahm am Zweiten Burenkrieg (1899 bis 1902) sowie am Ersten Weltkrieg (1914 bis 1918). Für seine Verdienste im Ersten Weltkrieg wurde er mit dem Military Cross (MC) ausgezeichnet sowie 1917 zum Companion des Distinguished Service Order (DSO) und zudem 1918 zum Companion des Order of St Michael and St George (CMG) ernannt.
„Pasha“ Huddleston war von 1924 bis 1930 als General Officer Commanding Kommandeur der Truppen im Anglo-Ägyptischen Sudan (Sudan Defence Force) und wurde aufgrund seiner Verdienste in dieser Verwendung 1925 auch Companion des Order of the Bath (CB). Nachdem er zwischen 1930 und 1933 Kommandeur der 14. Infanteriebrigade (Commanding Officer, 14th Infantry Brigade) war, wurde er nach Britisch-Indien zur Britisch-Indischen Armee versetzt und war anfangs zwischen 1934 und 1935 Kommandeur des Militärbezirks Assam (District Officer Commanding, Presidency & Assam District) sowie daraufhin von 1935 bis 1938 Kommandeur des Militärbezirks Belutschistan (District Officer Commanding, Baluchistan District). Er bekleidete des Weiteren von 1933 bis 1946 das Ehrenamt als Colonel of the Dorsetshire Regiment. 1938 trat er zunächst in den Ruhestand, wurde aber zu Beginn des Zweiten Weltkrieges 1940 in den aktiven Dienst zurückbeordert. Er war daraufhin zwischen dem 29. Juni und dem 19. Oktober 1940 Kommandeur der Truppen in Nordirland (General Officer Commanding, Northern Ireland) und wurde am 8. Oktober 1940 als Knight Commander des Order of St Michael and St George (KCMG) geadelt, so dass er fortan das Prädikat „Sir“ führte.
Als Nachfolger von Sir George Stewart Symes übernahm Sir Hubert Huddleston am 19. Oktober 1940 den Posten als Generalgouverneur des Anglo-Ägyptischen Sudan. Diesen bekleidete er bis zum 8. April 1947 und wurde im Anschluss von Sir Robert Howe abgelöst. Er wurde am 13. Juni 1946 auch als Knight Grand Cross des Order of the British Empire (GBE) ausgezeichnet sowie am 12. Juni 1947 auch zum Knight Grand Cross des Order of St Michael and St George (GCMG) erhoben.
Am 30. März 1928 heiratete er Constance Eila Corbet (1895–1967), Tochter des Barrister Frederick Hugh Mackenzie Corbet, der von 1912 bis zu seinem Tode 1916 Generalanwalt der Präsidentschaft Madras war, und Ella Louisa Mary Campbell. Aus dieser Ehe ging die Tochter Pamela C. L. Huddleston hervor.

## Hintergrundliteratur
- Nick Smart: Biographical Dictionary of British Generals of the Second World War. Pen & Sword, Barnesley 2005, ISBN 1-844-1-50496.